# Raphael Holzhauser
Raphael Holzhauser (Wiener Neustadt, 16 de febrero de 1993) es un futbolista austríaco que juega en el SV Gloggnitz de la Austrian Regional League.
El 21 de enero de 2012 hizo su debut en la Bundesliga con el primer equipo del VfB Stuttgart en un encuentro contra el Schalke 04.[cita requerida]

## Selección nacional
Fue internacional en categorías inferiores con la selección de Austria. El 7 de octubre de 2020 debutó con la absoluta en un amistoso ante Grecia que ganaron por 2-1.

## Clubes
| Club                     | País       | Año       | Partidos | Goles |
| ------------------------ | ---------- | --------- | -------- | ----- |
| VfB Stuttgart II         | Alemania   | 2010-2015 | 77       | 11    |
| VfB Stuttgart            | Alemania   | 2012-2015 | 33       | 0     |
| F. C. Augsburgo (cedido) | Alemania   | 2013-2014 | 16       | 0     |
| F. K. Austria Viena      | Austria    | 2015-2018 | 146      | 29    |
| Grasshoppers             | Suiza      | 2018-2019 |          |       |
| K. Beerschot V. A.       | Bélgica    | 2019-2022 |          |       |
| Oud-Heverlee Leuven      | Bélgica    | 2022-2024 |          |       |
| TSV 1860 Múnich (cedido) | Alemania   | 2023      |          |       |
| F. C. Swift Hesperange   | Luxemburgo | 2024      |          |       |
| Marsaxlokk F. C.         | Malta      | 2024      |          |       |
| SV Gloggnitz             | Austria    | 2025-     |          |       |